# Tod Morgan
Ne doit pas être confondu avec Ted Morgan (boxeur).
Tod Morgan, de son vrai nom Albert Morgan Pilkington, est un boxeur américain né le 25 décembre 1902 à Dungeness, Washington, et mort le 3 août 1953.

## Carrière
Passé professionnel en 1920, il devient champion du monde des poids super-plumes le 2 décembre 1925 après sa victoire au 10e round contre Mike Ballerino. Morgan conserve 12 fois son titre avant de s'incliner face à Benny Bass par KO au second round le 20 décembre 1929. Il ne met un terme à sa carrière qu'en 1942 sur un bilan de 139 victoires, 44 défaites et 34 matchs nuls.